# Richard of Ferings
Richard of Ferings (* vor 1253; † 17. Oktober 1306) war ein englischer Geistlicher. Ab 1299 war er Erzbischof von Dublin.

## Herkunft und Studium
Richard of Ferings stammte aus einer Familie, die sich entweder nach Feering in Essex oder nach Feering in Sussex benannte. Er studierte Kanonisches Recht an der Universität von Oxford. Im November 1267 gehörte er zu den Studenten, die nach einem gewalttätigen Konflikt zwischen nordenglischen und irischen Studenten in Oxford eine Friedensvereinbarung unterzeichneten. Sein Studium schloss er als Doktor des kanonischen Rechts ab.

## Aufstieg als Geistlicher
Nach seinem Studium trat Ferings in den Dienst des Erzbistums Canterbury und stieg zum Offizial auf. Dabei wurde er ein Freund von Erzbischof John Pecham. 1279 nahm er am Konzil in Reading teil. 1280 ernannte ihn Pecham während der Vakanz nach dem Tod von Bischof Nicholas of Ely zum Offizial der Diözese Winchester. Offenbar konnte Pecham aber nicht auf Ferings Dienste verzichten, denn bereits wenig später ernannte er Adam of Hales zum Offizial von Winchester und berief Ferings zurück nach Canterbury. 1281 wurde Ferings Archidiakon von Canterbury und 1284 erhielt er von Pecham das Rektorat von Tunstall, das er zusammen mit dem Amt des Archidiakons behalten durfte. Nach dem Tod von Pecham 1292 wurde Ferings in den Streit um die Verwaltung der Kirchenprovinz und des Erzbistums Canterbury verwickelt, worauf er nach Rom reiste, um seine Sicht vor der Kurie zu vertreten. Ferings war noch in Rom, wo ihn Papst Bonifatius VIII. zum Päpstlichen Kaplan ernannte und ihm 1299 eine Pfründe an der Kathedrale von Lincoln übergab.

## Ernennung zum Erzbischof von Dublin
Noch im selben Jahr ernannte der Papst Ferings zum Bischof des Erzbistums Dublin, nachdem die Wahlen der Kapitel der beiden miteinander konkurrierenden Kathedralen Holy Trinity und St. Patrick’s ständig zu Streitereien geführt hatten. 1297 war der vom Papst nach einer umstrittenen Wahl ernannte William Hothum kurz nach seiner Weihe gestorben. Anfang 1298 hatte das Kathedralkapitel von Holy Trinity Adam of Belsham gewählt, während das Kapitel von St Patrick’s seinen Dekan Thomas Chadworth gewählt hatte. Der Papst drängte die beiden rivalisierenden Kandidaten zum Verzicht, worauf Ferings am 1. Juli 1299 zum Bischof geweiht wurde. Beide Kapitel hatten ihre Wahl in Eile durchgeführt und zuvor nicht die königliche Erlaubnis zum Abhalten der Wahl eingeholt. König Eduard I. hatte daraufhin Vertreter beider Kapitel zu sich bestellt, wo sie sich vor ihm verantworten mussten. Danach hatte der König die Temporalien der Holy Trinity Cathedral zeitweise beschlagnahmt. Als der König von der Ernennung Ferings durch den Papst erfuhr, legte er keinen Widerspruch ein, doch er übergab ihm erst am 1. Juni 1300 die Temporalien seiner Diözese. Zuvor musste er offiziell auf einzelne Bestimmungen verzichten, die in der päpstlichen Ernennungsurkunde verzeichnet waren und die den königlichen Vorrechten widersprachen.

## Tätigkeit als Erzbischof
Ferings versuchte, sowohl die enttäuschten Gegenkandidaten wie auch die zerstrittenen Kathedralkapitel zu versöhnen. Noch vor seiner Weihe hatte er seinen Rivalen Chadworth zu seinem Generalvikar ernannt. Er befürchtete, dass er aufgrund seines Alters das Amt nicht mehr lange ausüben zu können und drängte deshalb sowohl das Kapitel von St Patrick’s wie auch Chadworth, im Falle seiner Amtsunfähigkeit eine Empfehlung für einen Nachfolger auszusprechen. 1301 bestätigte er die Einigung, die die Kanoniker von St Patrick’s und die Mönche von Holy Trinity geschlossen hatte. Dabei erkannte Ferings beiden Kirchen den Rang einer Kathedrale und den Metropolitansitz zu, wobei er Holy Trinity als der älteren Gründung ehrenhalber einen Vorrang einräumte. Ferings verbrachte aber nur einen geringen Teil seiner Amtszeit in Irland. Während seiner häufigen Abwesenheiten diente Chadworth weiter als sein Generalvikar, während der englische König ihm erlaubte, dass die Einkünfte aus seinen irischen Gütern zu ihm nach England gesandt werden durften. Wenn Ferings sich in Irland aufhielt, befasste er sich vor allem mit der Verwaltung der St Patrick’s Cathedral. Während seiner Amtszeit erfolgte die erste überlieferte Visitation der Kathedrale. Dabei erließ Ferings eine Regelung für weitere Visitationen. Diese durfte fortan der Dekan der Kathedrale durchführen, der aber auch selbst für Verbesserungen verantwortlich war. 1304 erließ Ferings auf seinem Gut bei Swords eine Verfügung, die Stiftskirchen des Erzbistums Dublin von Visitationen durch den Dekan und den Archidiakon befreite. 1303 stiftete er für St Patrick’s zwei neue Pfründen in Stagonil and Tipperkevin. Dabei erregte er den Zorn des Königs, als er einem königlichen Beamten das Recht zur Besetzung der Pfründe von Tipperkevin absprach, da er nicht zum Priester geweiht war. Ferings sollte sich vor John Wogan, dem Justiciar of Ireland verantworten, doch wie der Streit ausging, ist nicht überliefert. Im April 1302 verzichtete Ferings Edmund Butler auf die Ansprüche der Erzbischöfe auf das Gut von Hollywood bei Dublin, wegen dem es zu einem langjährigen Streit mit Butler gekommen war. 1303 wurde er als Erzbischof von Dublin zum englischen Parlament geladen. Im Juli 1304 erhielt Ferings die Erlaubnis für eine zweijährige Reise zur Kurie nach Rom. Er starb in der Nähe von Rom.
Vermutlich hatte Ferings einen unehelichen Sohn, denn er setzte sich bei der Kurie erfolgreich dafür ein, dass Master William de Irton trotz seiner unehelichen Geburt eine kirchliche Pfründe besitzen durfte. Angeblich war Irton sein Neffe.